# Anopheles freeborni
Anopheles freeborni este o specie de țânțari din genul Anopheles, descrisă de Aitken în anul 1939. Conform Catalogue of Life specia Anopheles freeborni nu are subspecii cunoscute.